# Бохер, Максим
Макси́м Бо́хер (англ. Maxime Bôcher, 1867—1918) — американский математик. Труды в области дифференциальных уравнений, числовых рядов и алгебры, всего около 100 статей.
Член Американской академии искусств и наук (1899). Академик Национальной академии наук США (1909). Президент Американского математического общества (1909—1910). Член Американского философского общества (1916). В честь учёного учреждена премия имени Бохера. Был также одним из редакторов журналов Annals of Mathematics, основателем и первым редактором Transactions of the American Mathematical Society.

## Биография
Бохер родился в Бостоне, штат Массачусетс в семье профессора современных языков из Массачусетского технологического института. Получил прекрасное домашнее образование, в 1883 году окончил местную «Кембриджскую латинскую школу». В 1888 году окончил Гарвардский университет. В период обучения в Гарварде Бохер изучал необычно широкий круг вопросов, в том числе математику, философию, латинский и другие языки, химию, зоологию, географию, геологию, метеорологию, искусство Древнего Рима и музыку.
Показанные им выдающиеся научные способности позволили заслужить сразу несколько стипендий, на которые Бохер уехал в Европу; там он посетил Гёттингенский университет, где познакомился с Феликсом Клейном и другими ведущими математиками: Шёнфлисом, Шварцем, Шуром и Фойгтом. В 1891 году Бохер защитил в Гёттингене диссертацию, которую Клейн высоко оценил; за эту работу Бохер получил премию Гёттингенского университета.
В том же богатом для него событиями 1891 году Бохер встретил в Геттингене Мари Ниман (Marie Niemann), в июле 1891 года Бохер женился на ней. У них родились трое детей: Хелен, Эстер и Фредерик.
После защиты диссертации Бохер был принят преподавателем Гарвардского университета и работал там до конца жизни. В Гарварде в 1894 году он был назначен помощником профессора (доцентом), а в 1904 году — профессором математики. Был избран президентом Американского математического Общества на период с 1908 по 1910 год. В 1912 году Бохер был приглашённым докладчиком на Международном конгрессе математиков (Кембридж, Англия).
В возрасте всего 46 лет здоровье Бохера стало резко ухудшаться. Он умер пять лет спустя в Кембридже после мучительной и продолжительной болезни.

## Научная деятельность
Основные работы Бохера посвящены теории дифференциальных и алгебраических уравнений, геометрии. Он обобщил дифференциальное уравнение Ламе, доказал, что циклоидальные поверхности обеспечивают унифицированное геометрическое основание для широкого класса дифференциальных уравнений. Бохер дал первое объяснение феномену Гиббса (1914).
В комплексном анализе он опубликовал «теорему Бохера». Название «уравнение Бохера» носит дифференциальное уравнение второго порядка:
{\displaystyle y''+{\frac {1}{2}}\left[{\frac {m_{1}}{x-a_{1}}}+\cdots +{\frac {m_{n-1}}{x-a_{n-1}}}\right]y'+{\frac {1}{4}}\left[{\frac {A_{0}+A_{1}x+\cdots +A_{\ell }x^{\ell }}{(x-a_{1})_{1}^{m}(x-a_{2})_{2}^{m}\cdots (x-a_{n-1})_{n-1}^{m}}}\right]y=0}.
Бохер написал ряд учебников для высшей школы, его «Введение в высшую алгебру» и «Введение в теорию интегральных уравнений» (последняя переиздана в 1971 году) долгие годы служили главными пособиями по этим темам и было переведено на несколько языков, включая русский. Он также стал автором нескольких популярных учебников, в том числе по тригонометрии и аналитической геометрии.

## Памятная премия имени Бохера
Премия имени Бохера присуждается Американским математическим обществом раз в пять лет «за выдающиеся исследования в области анализа». Среди лауреатов премии:
- Джеймс Александер (1928)
- Эрик Темпл Белл (1924)
- Джордж Биркгоф (1923)
- Норберт Винер (1933)
- Джесси Дуглас (1943)
- Изадор Зингер (1969)
- Луис Каффарелли (1984)
- Пол Дж. Коэн (1964)
- Соломон Лефшец (1924)
- Марстон Морс (1933)
- Джон фон Нейман (1938).
- Луис Ниренберг (1959).

## Основные труды
- 1894: Ueber die Reihenentwicklungen der Potentialtheorie via Internet Archive
- 1900: "Randwertaufgaben bei Gewöhnlich Differentialgleichung", Encyclopädie der mathematischen Wissenschaften Band 2–1–1.
- 1907: (with E.P.R.DuVal) Introduction to Higher Algebra via HathiTrust
- 1909: Introduction to the study of Integral Equations via Internet Archive
- 1917: Leçons sur les méthodes de Sturm dans la théorie des équations différentielles linéaires et leurs développements modernes via Internet Archive.